# Курама (Учалинский район)
Курама́ (баш. Ҡорама) — деревня в Учалинском районе Башкортостана России, относится к Тунгатаровскому сельсовету. Располагается на восточном склоне хребта Кумас. Рядом располагается закрытая железнодорожная станция Курамино. Население занимается сельским хозяйством.

## Географическое положение
Расстояние до:
- районного центра (Учалы): 50 км,
- центра сельсовета (Комсомольск): 5 км,
- ближайшей железнодорожноц станции (Курамино): 0 км.

## История
Село основано в конце XVIII века башкирами — барын-табынцами. Названо по имени основателя Курами Муйнакова.

## Население
| 2002 | 2009 | 2010 |
| ---- | ---- | ---- |
| 578  | ↗601 | ↘505 |

## Религия
В деревне есть мечеть.

## Достопримечательности
В деревне находится мемориал павшим в Великой Отечественной войне. В деревне также имеются средняя школа, сельский дом культуры, библиотека и фельдшерско-акушерский пункт.